# Smaragdite
La Smaragdite est une variété d'actinote du groupe des amphiboles. Sa couleur vert émeraude est due à la présence de chrome.

## Étymologie
Smaragdite vient du latin smaragdus, qui veut dire « émeraude ».

## Propriétés
Les propriétés, autant physiques que chimiques de la smaragdite sont semblables à celles de l'actinote. Les seules différences sont la couleur de la smaragdite, son éclat vitreux et ses aiguilles courtes.

## Gisements
Il est possible de retrouver ce minéral dans la zone Zermatt-Saas Fee, en Suisse, dans les serpentinites de Kraubath, en Autriche, ou encore en Corse, en Russie et aux États-Unis.

## Sources